# Banduria
Banduria je brenkalo, na katero se igra s trzalico. Izvira iz Španije in je zelo podobno portugalski kitari.
Pred 18. stoletjem je imela banduria okrogel hrbet, podobno kot mandora. Danes je to glasbilo z ravnim hrbtom in petimi dvojnimi poteki strun, uglašenih v kvartah. Srednjeveške bandurie so imele tri strune. V renesansi so dobile četrto struno, v baroku pa so imele deset strun (pet parov). Sodobna banduria ima dvanajst strun (šest parov). Strune so uglašene v sozvočnih parih in segajo v kvartah navzgor od spodnjega gisa. Najnižje štiri strune so veliko terco nad strunami standardne kitare, najvišji dve struni pa sta kvarto nad standardno kitaro, tj. G♯, c♯, f♯, b, e in a.
- Banduria (pogled od spredaj)
- Banduria (pogled od zadaj)
- Banduria (trup)
- Banduria (glava z vijaki za uglaševanje)